# Maulers
Maulers is een gemeente in het Franse departement Oise (regio Hauts-de-France) en telt 189 inwoners (2004). De plaats maakt deel uit van het arrondissement Beauvais.

## Geografie
De oppervlakte van Maulers bedraagt 7,8 km², de bevolkingsdichtheid is 24,2 inwoners per km².
De onderstaande kaart toont de ligging van Maulers met de belangrijkste infrastructuur en aangrenzende gemeenten.

## Demografie
Onderstaande figuur toont het verloop van het inwonertal (bron: INSEE-tellingen).